# Odontoneura annulicornis
Odontoneura annulicornis är en stekelart som först beskrevs av Carl Gustaf Thomson 1884.
Odontoneura annulicornis ingår i släktet Odontoneura och familjen brokparasitsteklar. Arten är reproducerande i Sverige. Inga underarter finns listade i Catalogue of Life.